# انیبال گودوی
انیبال گودوی (اسپانیایی: Aníbal Godoy‎؛ زادهٔ ۱۰ فوریهٔ ۱۹۹۰) بازیکن فوتبال اهل پاناما است.
از باشگاه‌هایی که در آن بازی کرده‌است می‌توان به باشگاه فوتبال گودوی کروز و باشگاه فوتبال سن‌خوزه ارث‌کوئیکز اشاره کرد.